# Helicopsyche shuttleworthi
Helicopsyche shuttleworthi is een schietmot uit de familie Helicopsychidae. De soort komt voor in het Palearctisch gebied.